# Lützowstraße (München)
Die Lützowstraße ist eine Straße in München, die ab 1897 angelegt wurde. Sie bildet die Grenze zwischen den Stadtteilen Pasing und Obermenzing. Die Straße wurde 1948 nach dem preußischen Generalmajor Ludwig Adolf Wilhelm von Lützow benannt.

## Geschichte
Die Lützowstraße wurde zunächst II. Apfelallee und danach Marienstraße genannt. Sie ist eine west-östlich ausgerichtete Straße der Villenkolonie Pasing II. Sie beginnt an der Pippinger Straße, überquert die Alte Allee und endet an der Marschnerstraße. 
Die Bebauung erfolgte ab 1897 mit einfachen Villen. An der nördlichen Seite der Lützowstraße zwischen Pippinger Straße und Alter Allee gibt es bis heute eine lückenhafte Bebauung mit Reihen- und Doppelhäusern aus der Zeit um 1910. Die Baulücken entlang des restlichen Straßenbereichs wurden in den letzten Jahren geschlossen. Das herausragende Bauwerk der Lützowstraße ist die Riemerschmid-Villa (Lützowstraße 11).  

## Baudenkmäler an der Lützowstraße
- Lützowstraße 1 (Wohnhaus)

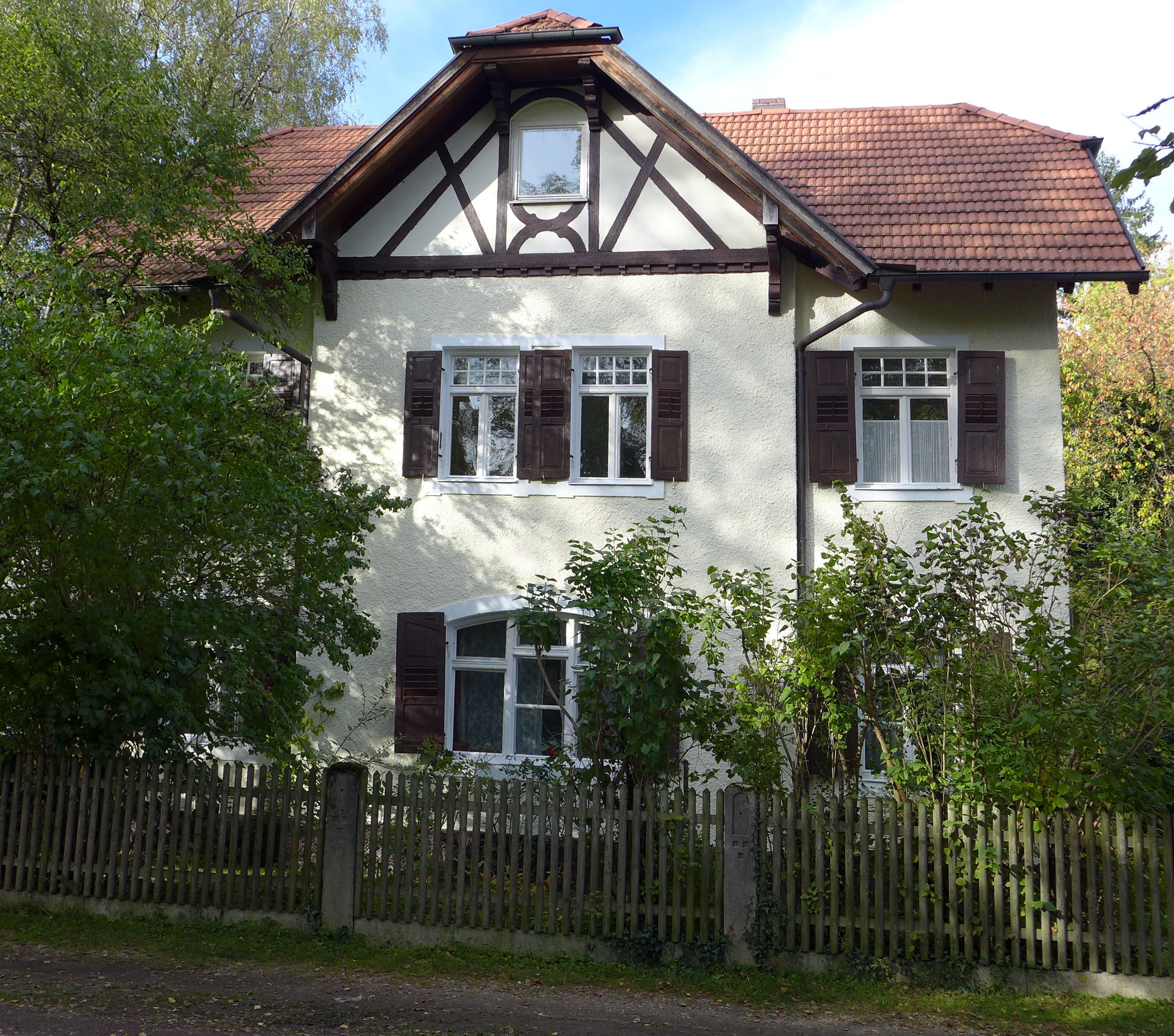
Villa Lützowstraße 46

- Lützowstraße 6–10 (Wohnhausgruppe)
- Lützowstraße 11 (Villa)
- Lützowstraße 16/18 (Doppelvilla)
- Lützowstraße 28 (Wohnhaus)
- Lützowstraße 46 (Villa)